# Bies de carpó blanc
El bies de carpó blanc(Megabyas flammulatus) és una espècie d'ocell de la família dels vàngids (Vangidae) i única espècie del gènere Megabyas Verreaux et Verreaux, 1855. Habita boscos de l'Àfrica central i Occidental.